# Guillaume Besnard-Duchesne
Guillaume Besnard-Duchesne est un homme politique français né le 26 septembre 1747 à Montebourg et mort le 29 août 1826 à Saint-Vaast-la-Hougue.

## Biographie
Lieutenant particulier du bailliage de Valognes, il est député du tiers état aux États généraux de 1789. En 1800, il est commissaire près le tribunal civil de Valognes, puis de nouveau député de la Manche, en 1815, pendant les Cent-Jours.
Président du tribunal de première instance de l'arrondissement de Valognes, il devient président du conseil de fabrique et conseiller municipal de Valognes.

## Pour approfondir